# NGC 3298
NGC 3298 est une lointaine et très vaste galaxie lenticulaire située dans la constellation de la Grande Ourse. NGC 3298 a été découverte par l'astronome germano-britannique William Herschel en 1789.

## Caractéristiques
Sa vitesse par rapport au fond diffus cosmologique est de 13 710 ± 41 km/s, ce qui correspond à une distance de Hubble de 202 ± 14 Mpc (∼659 millions d'al).
Le site NASA/IPAC mentionne qu'il s'agit du membre le plus brillant d'un amas de galaxies (BrClG : brightest cluster galaxy), mais la source est introuvable. On ne peut donc savoir de quel amas il s'agit.